# غرد مراد بغ
غرد مراد بغ هي قرية في مقاطعة بيرانشهر، إيران. عدد سكان هذه القرية هو 70 في سنة 2006.